# Madagascar ai Giochi della XIX Olimpiade
Il Madagascar partecipò ai Giochi della XIX Olimpiade che si sono svolti a Città del Messico dal 12 al 27 ottobre 1968, con una delegazione di quattro atleti impegnati in due discipline: atletica leggera e ciclismo. Fu la terza partecipazione del Paese africano ai Giochi. Non fu conquistata nessuna medaglia.